# Casol de Puigcastellet
El Casol de Puigcastellet és un jaciment arqueològic de l'edat del Ferro ibèric que es troba al Folgueroles (Osona), inclòs a l'Inventari del Patrimoni Arqueològic i Paleontològic de Catalunya.
Es de tipus militar defensiu, corresponent a una fortificació de tipus barrera d'entre el 250 i el 200 aC.
El jaciment està situat en una plataforma allargada, dalt d'un dels primers turons de la Serralada de les Guilleries.
Es troba al nord-est de la vila. S'hi accedeix per la carretera de Vilanova de Sau, pel trencant que hi ha a la sortida de la vila, i que porta a les masies de l'Arumí i al Mas d'en Coll. L'assentament és al cim del turó que separa les dues cases.
La fortalesa està formada per un gran pany de muralla de 64,9 metres de llargada i 2,5 d’amplada. A la part externa s'hi adossa una torre massissa quadrangular, en talús. Tanquen els extrems, per l’interior, dos grans murs laterals que limiten amb els espadats. Entre els dos braços s'hi obren deu àmbits amb una funció domèstica i artesanal. Dos patis empedrats als extrems conclouen el conjunt arquitectònic. L’assentament es construí a mitjan segle iii aC com ho indica el material ceràmic i numismàtic i fou abandonat, com a màxim, uns cinquanta anys més tard.
La seva funció i la cronologia tan curta es poden explicar per la seva situació geogràfica als límits del que seria el territori del poble ibèric dels Ausetans i, l’abandonament, caldria relacionar-lo amb la presència militar romana a la zona.